# Mapa econômico

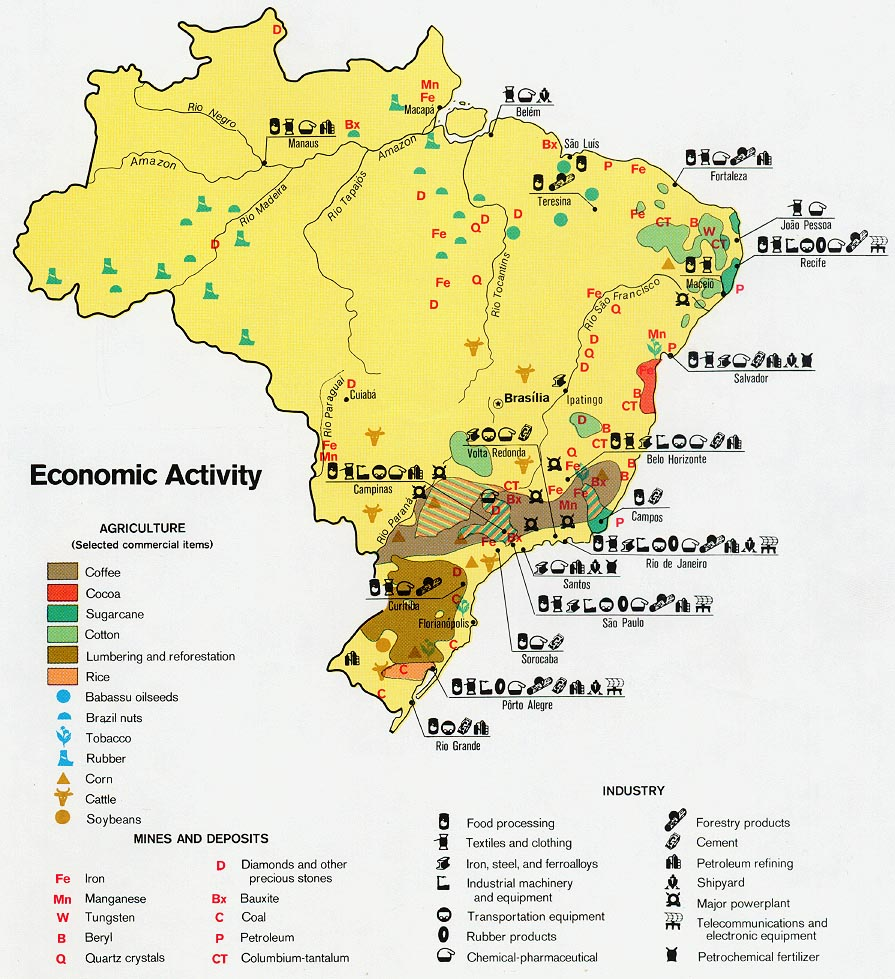
Mapa econômico do Brasil.

Mapa econômico representa características referentes à produção e à circulação de riquezas, como recursos minerais, agropecuários, industriais, energéticos.
Os temas que podem ser representados são: localização de Indústrias, atividade agropecuária, recursos minerais, produção de energia e meios de transporte.